# Радобор
 Тази статия е за селото в Северна Македония.  За селото в Егейска Македония, Гърция вижте Градобор.  
Радобор (на македонска литературна норма: Радобор) е село в южната част на Северна Македония, в община Могила.

## География
Селото е разположено на 579 m надморска височина в центъра на Битолското поле, в областта Пелагония, на 15 km североизточно от град Битоля. На 5 km на запад от селото е общинският център село Могила.

## История
Според една легенда, името на селото е свързано с плодовитостта на землището му - селяните викали „реди-бери“, което се трансформирало в Радо-бер и Радобор.
В XIX век Радобор е изцяло българско село в Битолска кааза на Османската империя. Църквата в селото „Св. св. Петър и Павел“ е изградена в 1891 година от майстор Христо Тасламичев от Прилеп.
Според статистиката на Васил Кънчов („Македония. Етнография и статистика“) от 1900 г. Радоборъ има 320 жители, всички българи християни.
На Етнографската карта на Битолския вилает на Картографския институт в София от 1901 година Радобор е чисто българско село в Битолската каза на Битолския санджак с 37 къщи.
В началото на XX век българското население на селото е под върховенството на Българската екзархия. По данни на секретаря на екзархията Димитър Мишев („La Macédoine et sa Population Chrétienne“) през 1905 година в Радобор има 312 българи екзархисти и в селото работи българско училище. Към 1906-1907 година Радобор, заедно с Ношпал, Трап, Будаково и Горно Чарлия образува енория в Пелагонийската епархия на Екзархията, с енорийски свещеник Тодор поп Стоянов, син на местния свещеник Стоян Тодоров.
В 1961 година селото има 431 жители. Радоборци се изселват към Битоля, Скопие, Европа и презокеанските земи.
Според преброяването от 2002 година селото има 145 жители, всички северномакедонци.
| Националност     | Всичко |
| северномакедонци | 145    |
| албанци          | 0      |
| турци            | 0      |
| цигани           | 0      |
| власи            | 0      |
| сърби            | 0      |
| бошняци          | 0      |
| други            | 0      |

## Личности
Родени в Радобор
- Димитър Пажев (? – 1913), български военен деец, майор
- Христо Бучков (? – 1949), български революционер, дългогодишен селски войвода на ВМОРО, починал в Радобор[8]
- Тодор Кочов Димов – Габеро (1872 – 1977), български революционер, четник при Стойо Орленчето през 1903 година,[9] негов внук е Методи Димов